# Luis Alberto Pérez-Rionda
Luis Alberto Pérez-Rionda, född den 16 augusti 1969, är en kubansk före detta friidrottare som tävlade i kortdistanslöpning.
Pérez-Rionda deltog vid VM 1997 på 100 meter men blev utslagen i kvartsfinalen. Han deltog även vid inomhus-VM 1999 på 60 meter och blev då utslagen i semifinalen.
Hans främsta merit kom vid Olympiska sommarspelen 2000 då han ingick i det kubanska stafettlaget på 4 x 100 meter som slutade på tredje plats.

## Personliga rekord
- 60 meter - 6,58
- 100 meter - 10,18